# Herbert Muhs
Herbert Muhs (* 27. November 1929 in Lübeck; † 25. September 1950 bei Dummersdorf) ist ein westdeutsches Opfer des DDR-Grenzregimes auf bundesdeutschem Gebiet.

## Leben
Herbert Muhs war drittältestes Kind seiner alleinerziehenden Mutter mit sechs Kindern. Muhs hatte, um die Familie zu versorgen, schon einige Male zuvor über die Trave auf DDR-Gebiet übergesetzt, um bei den Bauern in Selmsdorf und Schönberg (Mecklenburg) Lebensmittel einzutauschen. Am 25. September 1950 zögerte Muhs, mit seinem Einmannschlauchboot auf DDR-Gebiet überzusetzen. Wegen der Notlage der Familie entschied sich Muhs, dann doch überzusetzen. Er bat seinen älteren Bruder Ingo und Freunde aber, das östliche Ufer zu beobachten und ihn gegebenenfalls zu warnen. Unmittelbar nachdem er das Ufer erreicht und betreten hatte, sahen sein Bruder und seine Freunde, wie er plötzlich umdrehte und zu seinem Schlauchboot zurücklief. Dabei verlor er seine Pudelmütze und einen Sack, den er für einzutauschende Lebensmittel mitführte. Er war bereits an seinem Schlauchboot angekommen und mit den Händen losgepaddelt, als einer der Grenzposten niederkniete und Muhs in den Rücken schoss. Muhs starb an seinen schweren inneren Verletzungen. Da sich Muhs bereits auf der Trave befand, wurde er auf dem Gebiet der Bundesrepublik Deutschland getötet. Augenzeugen beobachteten anschließend durch ein Fernglas, dass sich die Grenzposten nach den tödlichen Schüssen Zigaretten anzündeten und danach im Wald verschwanden. Die Tat wurde von weiteren Zeugen beobachtet, die mit schwerem Gerät ein im Krieg gesunkenes U-Boot aus der Trave bargen.
Die Zentrale Erfassungsstelle der Landesjustizverwaltungen in Salzgitter registrierte den Fall erst im Oktober 1994. Staatsanwaltschaftliche Ermittlungen erbrachten trotz Zeugenaufrufen in den Medien keine Hinweise auf die Täter.